# Philippe d'Encausse
Philippe d'Encausse (Clermont-Ferrand, 24 marzo 1967) è un ex astista francese.

## Biografia
Figlio di Hervé d'Encausse, che negli anni '60 fu primatista europeo di salto con l'asta, partecipò a due edizioni dei Giochi olimpici: a Seul 1988 concluse la gara all'ottavo posto con 5,60 m, mentre a Barcellona 1992 mancò l'accesso alla finale fermandosi a quota 5,50 min qualificazione.
Nel suo palmarès figurano una medaglia di bronzo ai Giochi della Francofonia del 1989 e una medaglia d'oro ai Giochi del Mediterraneo del 1991.
Dal 2012 è l'allenatore del campione olimpico, pluricampione europeo, pluricampione mondiale indoor ed ex primatista mondiale Renaud Lavillenie.

## Palmarès
| Anno | Manifestazione           | Sede       | Evento           | Risultato | Prestazione | Note                  |
| ---- | ------------------------ | ---------- | ---------------- | --------- | ----------- | --------------------- |
| 1989 | Giochi della Francofonia | Casablanca | Salto con l'asta | Bronzo    | 5,35 m      |                       |
| 1991 | Giochi del Mediterraneo  | Atene      | Salto con l'asta | Oro       | 5,60 m      | Record dei campionati |